# Perilissus rutilus
Perilissus rutilus är en stekelart som beskrevs av Barron 1992. Perilissus rutilus ingår i släktet Perilissus och familjen brokparasitsteklar. Inga underarter finns listade i Catalogue of Life.